# Struensee (Adelsgeschlecht)
Struensee ist ein ursprünglich aus der Mark Brandenburg stammendes Geschlecht.

## Geschichte
Der Name des Geschlechts wird auf das kleine Dorf Struvensee (auch Struensee; heute Strubensee) bei Neuruppin zurückgeführt.
In Neuruppin erscheint die Familie erstmals 1477 unter den Bürgern. Die Struensee waren dort zunächst im Tuchmachergewerbe tätig. Die Stammreihe beginnt mit Thomas Struensee (* um 1590, † vor 1650), Tuchmachermeister und Brauer in Neuruppin. Johann Friedrich Struensee (1737–1772) wurde als Doktor der Medizin königlich dänischer Leibmedicus sowie Geheimer Kabinettsminister. Er wurde am 30. September 1771 in den dänischen Grafenstand gehoben. Später spalteten sich Zweige ab, die protestantische Kirchenmänner und preußische Beamte stellten. Am 5. Mai 1788 erfolgte eine dänische Nobilitierung mit dem Prädikat Struensee von Carlsbach für den Bruder des Vorgannten, Carl August Struensee (1735–1804). In Preußen wurde der Adel am 1. März 1798 anerkannt. Am 26. Dezember 1803 erfuhr der Bankdirektor in Elbing, Gotthilf Christoph Struensee (1746–1829), Bruder der vorgenannten ebenfalls eine preußische Hebung in den Adelstand. Georg Karl Philipp von Struensee (1774–1833), Polizeipräsident in Köln erfuhr am 4. Mai 1820 eine Hebung in den preußischen Adelsstand.

## Wappen
- Das Wappen von 1798 und 1803 zeigt (gold–gerändert) in Silber auf bewegter blauer See ein dreimastiges Orlogschiff mit der Danebrogsflagge. Auf dem Helm mit blau–silbernen (rechts rot–goldene, links grün–silberne) Decken ein offener weißer Flug.
- Das Wappen von 1820 ist geviert und belegt mit Herzschild wie 1789; Felder 1 und 4 in Gold zwei rote Schräglinksbalken, 2 und 3 schräglinks liegende silberne Maiblumen. Auf dem Helm mit rechts ro–tgoldenen und links grün–silbernen Decken das Schiff.

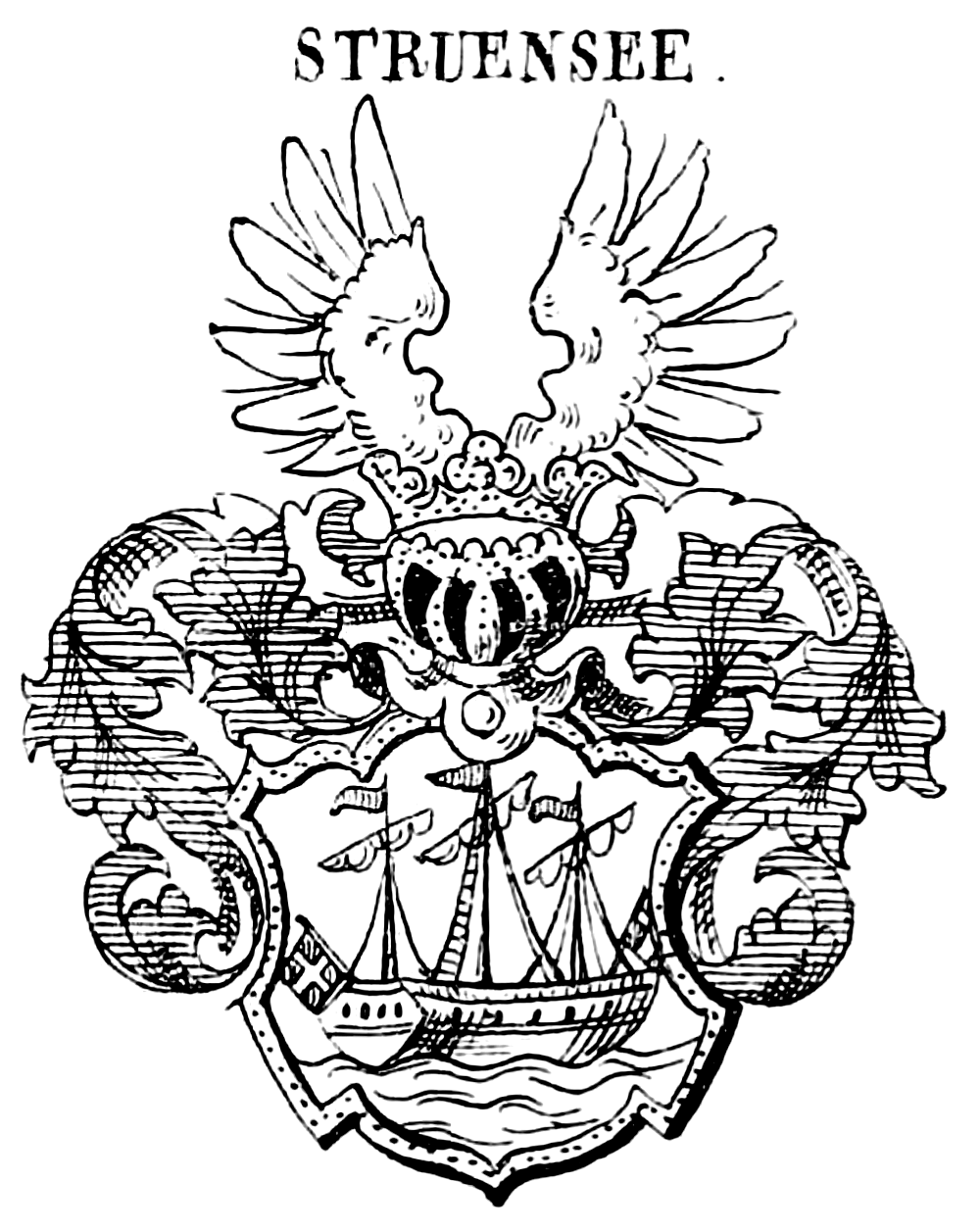
Wappen derer von Struensee (1789)
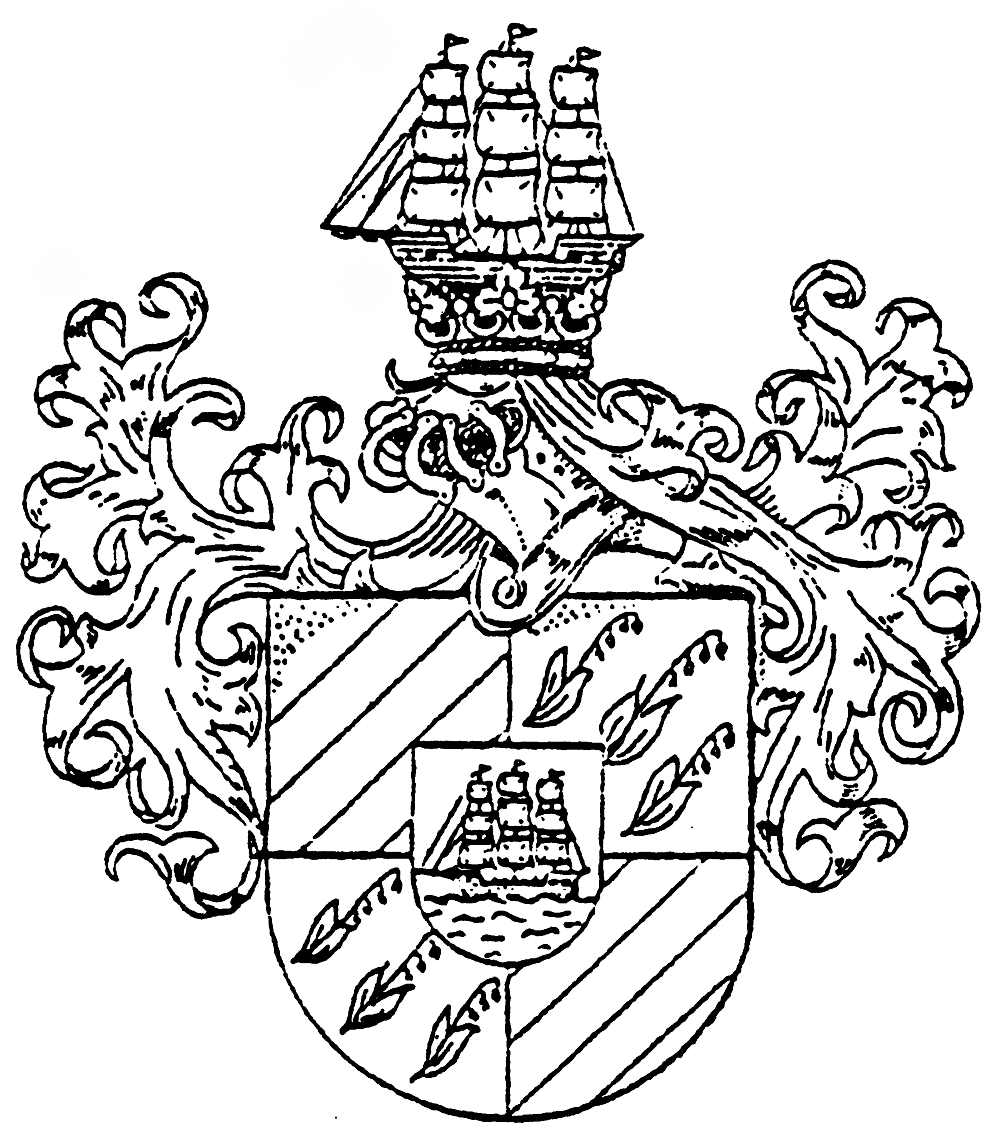
Wappen derer von Struensee (1820)
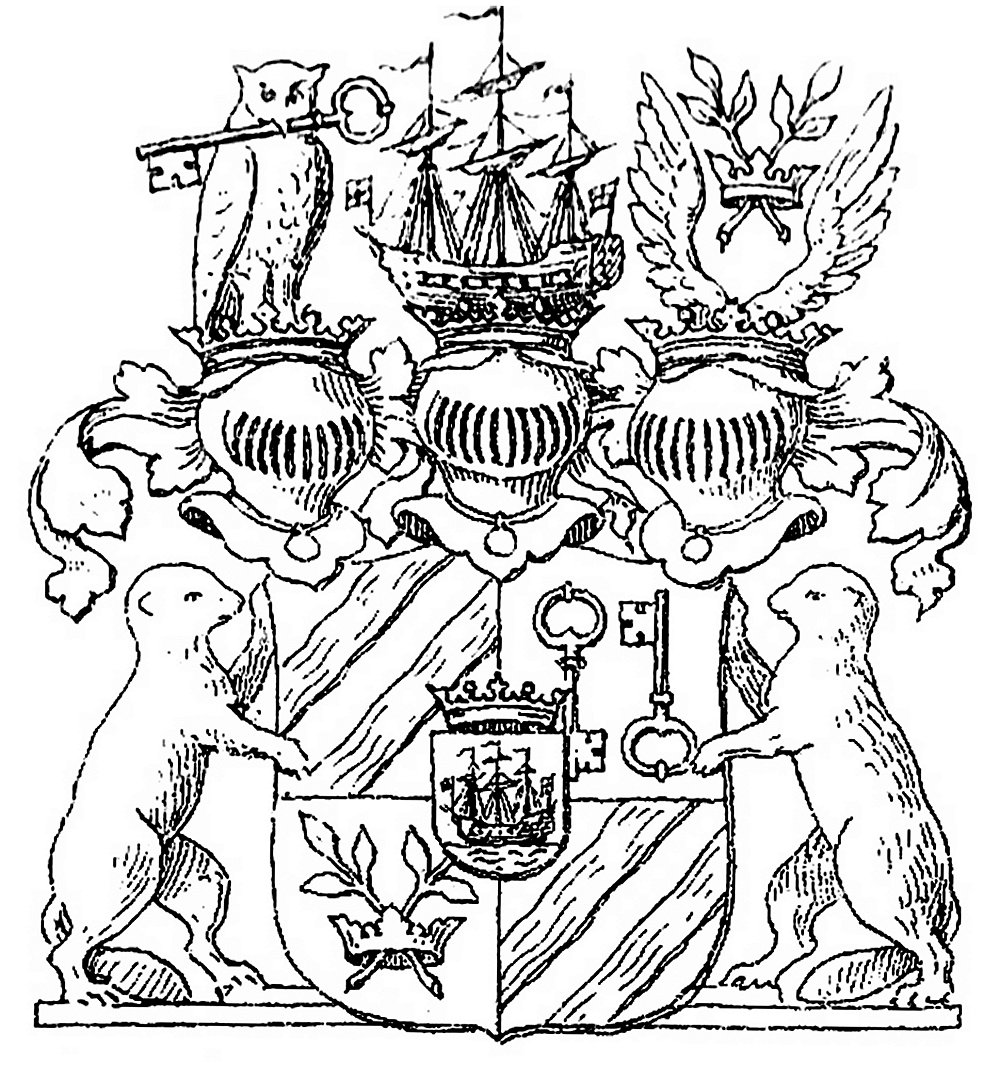
Wappen Graf von Struensee (1771)

## Bekannte Vertreter und Stammfolge

### Ältere Linie
- Adam Struensee (1708–1791), Pastor in Halle, ab 1757 Hauptpastor in Altona, Holstein; später Generalsuperintendent von Schleswig-Holstein
  - Carl August von Struensee (Carl August Struensee v. Carlsbach) (1735–1804), preußischer Finanzminister
  - Johann Friedrich Struensee (Johann Friedrich Graf Struensee) (1737–1772), deutscher Arzt, Leibarzt von König Christian VII.; Minister, später Regent am dänischen Hof; nach Machtenthebung hingerichtet
  - Gotthilf Christoph Struensee (Gotthilf Christoph v. Struensee) (1746–1829), Bankdirektor in Elbing

- Christian Gottfried Struensee (1717–1782), Rektor des Domgymnasiums Stephaneum in Halberstadt

### Jüngere Linie
- Georg Karl Philipp von Struensee (Karl Philipp Georg von Struensee) (1774–1833), Polizeipräsident in Köln, später Oberregierungsrat in Breslau
  - Otto Karl Gustav von Struensee (1803–1875), preußischer Oberregierungsrat und Romanschriftsteller (Pseudonym: Gustav vom See)
    - Franz Rudolf Karl von Struensee (1834–1888), preußischer Generalmajor (1887) und Kommandeur der 22. Infanterie-Brigade[8]

- Karl August von Struensee (1906–1941), deutscher Flugleiter der Lufthansa